# سیمونا بومرتووا
سیمونا بومرتووا (به انگلیسی: Simona Baumrtová) (زادهٔ ۲۴ اوت ۱۹۹۱) شناگر اهل جمهوری چک است.